# Vasiliká (Períthia, Corfou)
Vasiliká (grec moderne : Βασιλικά) est une localité située dans le dème de Corfou-Nord, dans le district régional de Corfou, dans la périphérie des Îles Ioniennes, en Grèce.
Selon le recensement de 2021, elle compte 23 habitants.